# Kabinett Söder II
Das Kabinett Söder II war vom 6. November 2018 bis zum 31. Oktober 2023 die 27. Staatsregierung des Freistaates Bayern. Die Regierung basierte auf dem Koalitionsvertrag mit dem Titel Für ein bürgernahes Bayern, der nach der Landtagswahl in Bayern 2018 zwischen der CSU und den Freien Wählern geschlossen wurde. Markus Söder wurde am 6. November 2018 zum Ministerpräsidenten gewählt, die Ernennung und Vereidigung der Staatsministerinnen und Staatsminister fand am 12. November 2018 statt. Bis dahin blieben die Minister des Kabinetts Söder I mit Ausnahme von Ilse Aigner, die am 5. November 2018 zur Präsidentin des Bayerischen Landtags gewählt wurde und somit aus der Staatsregierung ausschied, geschäftsführend im Amt.
Die Amtszeit des Kabinett Söder II endete am 31. Oktober 2023 mit der Vereidigung des Bayerischen Ministerpräsidenten für die nächste Legislaturperiode und wurde ab diesem Tag vom Kabinett Söder III abgelöst. Bis zur Ernennung und Vereidigung der neuen Staatsministerinnen und Staatsminister, die am 8. November 2023 stattfand, blieben die vorherigen Kabinettsmitglieder noch geschäftsführend im Amt.

## Regierungsparteien
Die Regierung besteht aus den folgenden Parteien.
| Partei | Partei                                         | Parteivorsitzender | Politische Ausrichtung                                                                           | Europäische Partei/Fraktion |
| ------ | ---------------------------------------------- | ------------------ | ------------------------------------------------------------------------------------------------ | --------------------------- |
|        | Christlich-Soziale Union in Bayern e. V. (CSU) | Markus Söder       | Christdemokratie, Konservatismus, Föderalismus, Soziale Marktwirtschaft, Wirtschaftsliberalismus | EVP/EVP                     |
|        | Landesvereinigung Freie Wähler Bayern (FW)     | Hubert Aiwanger    | Politische Mitte, Wertkonservatismus                                                             | EDP/Renew                   |

## Kabinett
| Amt oder Ressort                                                                    | Bild | Amtsinhaber                                               | Partei | Partei                                              | Staatssekretär | Partei | Partei |
| ----------------------------------------------------------------------------------- | --- | --------------------------------------------------------- | ------ | --------------------------------------------------- | -------------- | ------ | ------ |
| Ministerpräsident                                                                   | | Markus Söder                                              |        | CSU                                                 |                |        |        |
| Stellvertretender Ministerpräsident                                                 | | Hubert Aiwanger                                           |        | FW                                                  |                |        |        |
| Wirtschaft, Landesentwicklung und Energie                                           | Roland Weigert | Hubert Aiwanger                                           |        | FW                                                  | FW             |        |        |
| Weiterer Stellvertreter des Ministerpräsidenten                                     | | Joachim Herrmann                                          |        | CSU                                                 |                |        |        |
| Inneres, Sport und Integration                                                      | Gerhard Eck bis 24. März 2020, 1. Juli 2020 bis 23. Februar 2022 | Joachim Herrmann                                          |        | CSU                                                 | CSU            |        |        |
| Inneres, Sport und Integration                                                      | Sandro Kirchner ab 23. Februar 2022 | Joachim Herrmann                                          |        | CSU                                                 | CSU            |        |        |
| Leiter der Staatskanzlei und Staatsminister für Bundesangelegenheiten und Medien    | | Florian Herrmann                                          | CSU    |                                                     |                |        |        |
| Wohnen, Bau und Verkehr                                                             | | Hans Reichhart bis 1. Februar 2020                        | CSU    |                                                     |                |        |        |
| Wohnen, Bau und Verkehr                                                             | | Kerstin Schreyer von 6. Februar 2020 bis 23. Februar 2022 | CSU    | Klaus Holetschek von 6. Februar bis 19. August 2020 |                | CSU    |        |
| Wohnen, Bau und Verkehr                                                             | Christian Bernreiter ab 23. Februar 2022 |                                                           | CSU    |                                                     |                |        |        |
| Justiz                                                                              | | Georg Eisenreich                                          | CSU    |                                                     |                |        |        |
| Unterricht und Kultus                                                               | | Michael Piazolo                                           |        | FW                                                  | Anna Stolz     |        | FW     |
| Wissenschaft und Kunst                                                              | | Bernd Sibler bis 23. Februar 2022                         |        | CSU                                                 |                |        |        |
| Wissenschaft und Kunst                                                              | Markus Blume ab 23. Februar 2022 |                                                           |        | CSU                                                 |                |        |        |
| Finanzen und Heimat                                                                 | | Albert Füracker                                           | CSU    |                                                     |                |        |        |
| Umwelt und Verbraucherschutz                                                        | | Thorsten Glauber                                          |        | FW                                                  |                |        |        |
| Ernährung, Landwirtschaft und Forsten                                               | | Michaela Kaniber                                          |        | CSU                                                 |                |        |        |
| Familie, Arbeit und Soziales                                                        | | Kerstin Schreyer bis 6. Februar 2020                      | CSU    | Carolina Trautner bis 6. Februar 2020               |                | CSU    |        |
| Familie, Arbeit und Soziales                                                        | Carolina Trautner 6. Februar 2020 bis 23. Februar 2022 |                                                           | CSU    |                                                     |                |        |        |
| Familie, Arbeit und Soziales                                                        | Ulrike Scharf ab 23. Februar 2022 |                                                           | CSU    |                                                     |                |        |        |
| Gesundheit und Pflege                                                               | | Melanie Huml bis 10. Januar 2021                          | CSU    | Gerhard Eck von 24. März 2020 bis 30. Juni 2020     |                | CSU    |        |
| Gesundheit und Pflege                                                               | Klaus Holetschek von 20. August 2020 bis 10. Januar 2021 | Melanie Huml bis 10. Januar 2021                          | CSU    |                                                     |                | CSU    |        |
| Gesundheit und Pflege                                                               | Klaus Holetschek ab 11. Januar 2021 bis 13. Oktober 2023 |                                                           | CSU    |                                                     |                |        |        |
| Gesundheit und Pflege                                                               | Ulrike Scharf ab 14. Oktober 2023 Vertretung gemäß den Vorgaben des § 4 der Geschäftsordnung der Bayerischen Staatsregierung bis zur Vereidigung eines neuen Staatsministers |                                                           | CSU    |                                                     |                |        |        |
| Digitales                                                                           | | Judith Gerlach                                            | CSU    |                                                     |                |        |        |
| Staatsministerin für Europaangelegenheiten und Internationales in der Staatskanzlei | | Melanie Huml ab 11. Januar 2021                           | CSU    |                                                     |                |        |        |